# Scottish Division One 1962-1963
La Scottish Division One 1962-1963  è stata la 66ª edizione della massima serie del campionato scozzese di calcio, disputato tra il 22 agosto 1962 e il 27 maggio 1963 e concluso con la vittoria dei Rangers, al loro trentatreesimo titolo.
Capocannoniere del torneo è stato Jimmy Millar (Rangers) con 27 reti.

## Classifica finale
Fonte:
|       | Pos. | Squadra            | Pt | G  | V  | N  | P  | GF | GS  | QR    |
| ----- | ---- | ------------------ | -- | -- | -- | -- | -- | -- | --- | ----- |
|       | 1.   | Rangers            | 57 | 34 | 25 | 7  | 2  | 94 | 28  | 3,357 |
|       | 2.   | Kilmarnock         | 48 | 34 | 20 | 8  | 6  | 92 | 40  | 2,300 |
|       | 3.   | Partick Thistle    | 46 | 34 | 20 | 6  | 8  | 66 | 44  | 1,500 |
| [ 3 ] | 4.   | Celtic             | 44 | 34 | 19 | 6  | 9  | 76 | 44  | 1,727 |
|       | 5.   | Hearts             | 43 | 34 | 17 | 9  | 8  | 85 | 59  | 1,441 |
|       | 6.   | Aberdeen           | 41 | 34 | 17 | 7  | 10 | 70 | 47  | 1,489 |
|       | 7.   | Dundee Utd         | 41 | 34 | 15 | 11 | 8  | 67 | 52  | 1,288 |
|       | 8.   | Dunfermline        | 34 | 34 | 13 | 8  | 13 | 50 | 47  | 1,064 |
|       | 9.   | Dundee             | 33 | 34 | 12 | 9  | 13 | 60 | 49  | 1,224 |
|       | 10.  | Motherwell         | 31 | 34 | 10 | 11 | 13 | 60 | 63  | 0,952 |
|       | 11.  | Airdrieonians      | 30 | 34 | 14 | 2  | 18 | 52 | 76  | 0,684 |
|       | 12.  | St. Mirren         | 28 | 34 | 10 | 8  | 16 | 52 | 72  | 0,722 |
|       | 13.  | Falkirk            | 27 | 34 | 12 | 3  | 19 | 54 | 69  | 0,783 |
|       | 14.  | Third Lanark       | 26 | 34 | 9  | 8  | 17 | 56 | 68  | 0,824 |
|       | 15.  | Queen of the South | 26 | 34 | 10 | 6  | 18 | 36 | 75  | 0,480 |
|       | 16.  | Hibernian          | 25 | 34 | 8  | 9  | 17 | 47 | 67  | 0,701 |
|       | 17.  | Clyde              | 23 | 34 | 9  | 5  | 20 | 49 | 83  | 0,590 |
|       | 18.  | Raith Rovers       | 9  | 34 | 2  | 5  | 27 | 35 | 118 | 0,297 |

Legenda:
      Campione di Scozia e qualificata in Coppa dei Campioni 1963-1964.
      Qualificata in Coppa delle Coppe 1963-1964.
      Invitata alla Coppa delle Fiere 1963-1964.
      Retrocesso in Scottish Division Two 1963-1964.
Regolamento:
Due punti a vittoria, uno a pareggio, zero a sconfitta.
A parità di punti, le posizioni in classifica venivano determinate sulla base del quoziente reti.